# بيلي غارديل
بيلي غارديل (بالإنجليزية: Billy Gardell)‏ مواليد 20 أغسطس 1969 في بيتسبرغ، هو ممثل أمريكي بدأ مسيرته الفنية سنة 1989.

## الأعمال

### أفلام
- سانتا الشرير (2003)
- أنت وأنا ودوبري (2006)
- حروب التنين (2007)
- جيرسي بويز (2014)

### مسلسلات
| السنة | العمل                             | الدور         |
| ----- | --------------------------------- | ------------- |
| 2000  | ذا كينغ أوف كوينز                 |               |
| 2000  | القاضية إيمي                      | لايل كوبر     |
| 2001  | نعم عزيزي                         |               |
| 2003  | مونك                              | إيان أغنيو    |
| 2004  | ذا براكتيس                        | ماني كوين     |
| 2005  | سي اس آي: التحقيق في موقع الجريمة | تشارلي جاكسون |
| 2006  | لاس فيغاس                         | سيد تيرنر     |
| 2007  | اسمي إيرل                         |               |
| 2008  | ربات بيوت يائسات                  | روي هاردينغ   |
| 2009  | بونز                              |               |
| 2010  | مايك ومولي                        | مايك بيغز     |
| 2012  | فاميلي غاي                        | مايك بيغز     |
| 2013  | فارس وفادي                        |               |
| 2016  | تمالك نفسك، سكوبي دو              |               |
| 2016  | الفتاة الجديدة                    | جيسون         |

## روابط خارجية
- بيلي غارديل على موقع IMDb (الإنجليزية)
- بيلي غارديل على موقع ألو سيني (الفرنسية)
- بيلي غارديل على موقع ميوزك برينز (الإنجليزية)
- بيلي غارديل على موقع أول موفي (الإنجليزية)
- بيلي غارديل على موقع قاعدة بيانات الأفلام السويدية (السويدية)
- بيلي غارديل على موقع إن إن دي بي (الإنجليزية)
- بيلي غارديل على موقع أول ميوزيك (الإنجليزية)
- بيلي غارديل على موقع ديسكوغز (الإنجليزية)
- بيلي غارديل على موقع قاعدة بيانات الفيلم (الإنجليزية)
- بيلي غارديل على موقع كينوبويسك (الروسية)